# Cupavone
Cupavone (in latino Cupavo) è un personaggio dell'Eneide di Virgilio, menzionato nel decimo libro.

## Il mito
Cupavone è il giovane re dei Liguri, figlio di Cicno, cui succede sul trono. Nel poema virgiliano è uno dei pochi italici alleati di Enea nella guerra contro Turno. Egli sbarca nel Lazio insieme a Cunaro, da lui associato nel regno. Guida un contingente di uomini non particolarmente nutrito (ha infatti un'unica nave, la cui polena è un Centauro); è noto soprattutto per la descrizione che Virgilio fa del suo elmo ricoperto di piume di cigno, ricordo della trasformazione di suo padre in questo animale.

### Fonti
- Virgilio, Eneide, libro X.